# Тхін Чжо
Тхін Чжо (бірм. ထင်ကျော် tʰɪ̀ɴ tɕɔ̀) нар. 20 липня 1946, Кунчхан-Коун, Британська Бірма) — м'янмарський президент (2016—2018), письменник, учений та політик.
Після виборів 2015 року, на яких перемогла партія Національна ліга за демократію, очолювана Аун Сан Су Чжі, став кандидатом на посаду президента через законодавчі обмеження, що перешкоджає Аун Сан Су Чжі займати президентську посаду.
15 березня 2016 року Асамблея Союзу обрала Тхіна Чжо наступним президентом; він став першим цивільним керівником країни за понад ніж 50 років.
21 березня 2018 року подав у відставку за станом здоров'я.

## Біографія
Народився в Кунчхан-Коуні округ Янгон, Британська Бірма; син вченого і письменника Мін Ту Вуна і Чжі Чжі.
Закінчив Рангунський економічний інститут (тоді був частиною Університету Янгона), отримав диплом магістра зі спеціалізацією в статистиці, викладав. У 1970 році перейшов працювати в університетський комп'ютерний центр, ставши там програмістом і системним аналітиком . Пізніше здобув освіту в Інституті інформатики Лондонського університету (1971—1972) і Школі менеджменту Артура Літтла в США (1987).
Тхін Чжо займався літературною творчістю під псевдонімом Дала Бан (ဒလဘန်း), написав книгу про свого батька.

## Політична кар'єра
Тхін Чжо працював в Міністерстві промисловості з кінця 1970-х, в 1992 році пішов у відставку з посади заступника начальника відділу міжнародних економічних відносин через посилення контролю військових.
Займав посаду в керівному складі Фонду До Кхін Чжі, матері Аун Сан Су Чжі.
10 березня 2016 Тхін Чжо був номінований на посаду віце-президента М'янми від партії НЛД. На наступний день 274 з 317 парламентаріїв нижньої палати проголосували за його кандидатуру, а 15 березня 360 з 652 членів верхньої палати парламенту віддали голоси за його президентство. 30 березня 2016 року очолив країну.

## Особисте життя
Тхін Чжо одружений з Су Су Лвін, депутаткою палати представників і керівницею Комітету міжнародних відносин парламенту. Тесть Тхін Чжо — У Лвін — був одним із засновників партії Національна ліга за демократію.